# Kafeinski aldehid
Kafeinski aldehid je fenolni aldehid koji je prisutan u semenu biljke Phytolacca americana.

## See also
- Kafeinska kiselina
- Kafeil alkohol

## Spoljašnje veze
- KEGG Compounds
- knapsack